# Alloblatta occidentalis
Alloblatta occidentalis är en kackerlacksart som beskrevs av Philippe Grandcolas 1993. Alloblatta occidentalis ingår i släktet Alloblatta och familjen jättekackerlackor.
Artens utbredningsområde är Senegal. Inga underarter finns listade i Catalogue of Life.